# Ophélie Guillermand
Ophélie Guillermand, née le 8 mars 1994, est une mannequin française.

## Enfance
Ophélie Guillermand est née à Verdun et elle a grandi dans les Alpes françaises à Chambéry où sa famille a déménagé quand elle a 5 ans. Jeune fille, Guillermand voulait devenir chimiste et elle étudie dans une université lyonnaise, avant de devenir mannequin en s'inscrivant dans une agence locale. Mais Ophélie Guillermand réalise que la pharmacie reste ennuyeuse. Comme elle s'ennuie et aime voyager, elle part à New York à la demande de Steven Meisel puis s'y installe. Sept ans plus tard, elle rentre vivre à Paris.

## Carrière
Ophélie Guillermand a débuté à New York Fashion Week, où elle a été jugée une « top newcomer », parce qu'elle a défilé pour 40 marques comme du Versace, Chanel ou Alexander Wang. Elle est apparue deux fois en couverture de Vogue Italia, réalisé par Steven Meisel, et a fait des campagnes pour H&M, Tommy Hilfiger, Emporio Armani et Prada, entre autres ainsi que pour Balenciaga, Vivienne Westwood, Diane von Fürstenberg, Ralph Lauren, Burberry, Calvin Klein, Balmain, Alexander McQueen, La Perla, Marc Jacobs, Jason Wu, Miu Miu, Dior ou Emilio Pucci.